# Henry Gardner (Politiker, 1818)

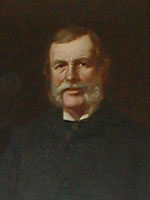
Henry Gardner

Henry Joseph Gardner (* 14. Juni 1818 in Boston, Massachusetts; † 21. Juli 1892) war ein US-amerikanischer Politiker und von 1855 bis 1858 Gouverneur des Bundesstaates Massachusetts.

## Frühe Jahre und politischer Aufstieg
Henry Gardner besuchte die Phillips Academy und dann bis 1838 das Bowdoin College. Danach baute er in Boston ein Handelsgeschäft auf. Zwischen 1850 und 1854 war er Stadtrat in Boston und von 1851 bis 1852 Abgeordneter im Repräsentantenhaus von Massachusetts. Im Jahr 1853 war er Mitglied einer Kommission zur Überarbeitung der Staatsverfassung von Massachusetts. Gardner gehörte der Know-Nothing Party an, als deren Kandidat er am 13. November 1854 zum Gouverneur seines Staates gewählt wurde.

## Gouverneur von Massachusetts
Nachdem er in den folgenden Jahren jeweils bestätigt wurde, konnte Gardner zwischen dem 4. Januar 1855 und dem 6. Januar 1858 als Gouverneur amtieren. In seiner Amtszeit wurde das Einbürgerungsrecht in Massachusetts verschärft und die Wahlgesetze reformiert. Seine Amtszeit war vom nationalen Gegensatz zwischen den Nord- und den Südstaaten im Vorfeld des Bürgerkrieges überschattet. Gouverneur Gardner weigerte sich, einen Richter zu entlassen, der einen flüchtigen Sklaven wieder zurück in die Sklaverei nach Virginia geschickt hatte, während die Öffentlichkeit und die Legislative diese Entlassung massiv forderten. Erst Gardners Amtsnachfolger Nathaniel Prentiss Banks vollzog dann diesen Schritt.

## Weiterer Lebenslauf
Als 1857 der Versuch einer erneuten Wiederwahl scheiterte, zog sich Gardner aus der Politik zurück. Er widmete sich wieder seinen geschäftlichen Interessen und stieg später in das Versicherungsgeschäft ein. Gardner starb im Juli 1892. Mit seiner Frau Helen Elizabeth Cobb hatte er sieben Kinder.